# Freedom Fighters: The Ray
Freedom Fighters: The Ray ist neben Vixen eine von zwei animierten Webserien des Arrowverse (DC Comics). Bislang gibt es eine Staffel mit sechs Episoden, die alle am 8. Dezember 2017 online auf CW Seed erstausgestrahlt wurden. Die Serie behandelt den Superhelden The Ray, der im privaten Leben Raymond „Ray“ Terrill heißt und der zuvor in der serienübergreifenden Geschichte Krise auf Erde X (2017/18, gespielt von Russell Tovey; OT: Crisis on Earth-X) auftrat.